# Simojovel
Simojovel là một đô thị thuộc bang Chiapas, México. Năm 2005, dân số của đô thị này là 32451 người.